# Misijärvi
Misijärvi är en sjö i Finland. Den ligger i kommunen Kemijärvi i landskapet Lappland, i den norra delen av landet, 700 km norr om huvudstaden Helsingfors. Misijärvi ligger 163,6 meter över havet. Den är 20 meter djup. Arean är 6,01 kvadratkilometer och strandlinjen är 26,07 kilometer lång. Sjön  ingår i Kemi älvs huvudavrinningsområde. 